# Knoevenagel-condensatie
De Knoevenagel-condensatie is een organische reactie, genoemd naar Emil Knoevenagel, die dit principe in 1898 ontdekte. Het is een modificatie van een aldolcondensatie. De Knoevenagel-condensatie is een nucleofiele additie van een carbanion met een carbonylgroep, gevolgd door een dehydratiereactie. Bij deze laatste stap wordt een molecule water afgesplitst (vandaar de benaming condensatie). Het reactieproduct is vaak een α,β-onverzadigd keton (een enon).
In deze reactie is de carbonylgroep meestal een aldehyde of een keton. De katalysator is vrijwel altijd een zwak basisch amine. De zogenaamde actieve waterstofverbinding kan twee vormen aannemen:
- Z-CH2-Z of Z-CHR-Z: bijvoorbeeld di-ethylmalonaat, Meldrums zuur (2,2-dimethyl-1,3-dioxaan-4,6-dion), ethylacetoacetaat of malonzuur
- Z-CHR1R2: bijvoorbeeld nitromethaan

Hierin is Z de elektrofiele groep en moet sterk genoeg zijn om het waterstofatoom weg te trekken van het enolaat, zelfs in zwak basisch milieu. Gebruik van een sterke base zou leiden tot een zelf-condensatie van het gebruikte keton of aldehyde.
Zowel de Hantzsch-pyridinesynthese, de Gewaldreactie als de Feist-Benary-furaansynthese gebruiken in hun reactiemechanisme een stap waarbij de Knoevenagel-condensatie wordt toegepast. De Knoevenagel-condensatie leidde overigens tot de ontdekking van het irriterende CS-gas.